# Municipio de Lower Pottsgrove
El municipio de Lower Pottsgrove  (en inglés: Lower Pottsgrove Township) es un municipio ubicado en el condado de Montgomery en el estado estadounidense de Pensilvania. En el año 2000 tenía una población de 11.213 habitantes y una densidad poblacional de 548,3 personas por km².

## Geografía
El municipio de Lower Pottsgrove se encuentra ubicado en las coordenadas 40°15′32″N 75°35′17″O / 40.25889, -75.58806.

## Demografía
Según la Oficina del Censo en 2000 los ingresos medios por hogar en la localidad eran de $52,100 y los ingresos medios por familia eran $61,774. Los hombres tenían unos ingresos medios de $45,476 frente a los $32,445 para las mujeres. La renta per cápita para la localidad era de $23,958. Alrededor del 7,7% de la población estaban por debajo del umbral de pobreza.